# Stejaru, Tulcea
Stejaru là một xã thuộc hạt Tulcea, România. Dân số thời điểm năm 2002 là 2335 người.